# Dalechampia hastata
Dalechampia hastata är en törelväxtart som beskrevs av Grady Linder Webster. Dalechampia hastata ingår i släktet Dalechampia och familjen törelväxter. Inga underarter finns listade i Catalogue of Life.